# Vjačeslav Karavajev
Vjačeslav Sergejevič Karavajev (rusky Вячеслав Сергеевич Караваев; * 20. května 1995, Moskva, Rusko) je ruský fotbalový obránce a reprezentant, od září 2019 hráč klubu FK Zenit Sankt-Petěrburg. Je to rychlý technicky vybavený obránce, který nastupuje na pravém kraji obrany. Mimo Rusko působil na klubové úrovni v Česku, od roku 2019 je zpět ve svém rodném Rusku.

## Klubová kariéra
Svoji fotbalovou kariéru začal v klubu CSKA Moskva, kde prošel všemi mládežnickými kategoriemi.

### CSKA Moskva
V létě 2013 se propracoval do prvního mužstva. S týmem měl podepsanou smlouvu do roku 2017. V A-týmu CSKA Moskva debutoval 2. prosince 2013 v ligovém utkání 18. kola proti FK Rostov (remíza 0:0), odehrál 17 minut. Přes Brazilce Mária Fernandese se do sestavy příliš nedostával. V ročníku 2013/14 získal s CSKA mistrovský titul. Celkem za CSKA Moskva odehrál dva zápasy, ve kterých gól nevstřelil.

### FK Dukla Praha (hostování)
V létě 2014 odešel na roční hostování do Dukly Praha, kam přišel jako náhrada za španělského obránce Josého Romeru, který odešel do Baumitu Jablonec. V 1. české lize debutoval 25. července 2014 v domácím utkání proti FC Baník Ostrava (remíza 0:0), odehrál celé utkání. Za Duklu odehrál 29 ligových střetnutí, branku nevsítil.

### FK Jablonec (hostování)
Po sezóně 2014/15 se vrátil do CSKA Moskva, ale vzápětí zamířil zpět do ČR na roční hostování do mužstva FK Jablonec. S Jabloncem postoupil přes dánský FC Kodaň (prohra 0:1 a výhra 3:2) do čtvrtého předkola - play-off Evropské ligy UEFA, kde klub podlehl po prohře 0:1 a remíze 0:0 nizozemskému AFC Ajax, a do základní skupiny nepostoupil.
Ligovou premiéru v dresu Jablonce si Karavajev odbyl 25. 7. 2015 v 1. kole proti 1. FK Příbram (výhra 3:2), nastoupil na celý zápas a v 8. minutě svou první brankou v nejvyšší soutěži otevřel skóre zápasu. Podruhé v ročníku se střelecky prosadil 5. prosince 2015 na půdě Bohemians Praha 1905, když v 9. minutě vstřelil úvodní gól zápasu. Bohemians nakonec střetnutí otočili a vyhráli 2:1. Svého třetího gól v sezoně docílil v 19. kola hraném 27. února 2016 v domácím utkání proti FC Zbrojovka Brno (výhra 3:0).
Se Severočechy na jaře 2016 dokráčel až do finále českého poháru, ve kterém klub podlehl FK Mladá Boleslav na neutrální půdě 0:2. Celkem za mužstvo odehrál 29 ligových střetnutí.

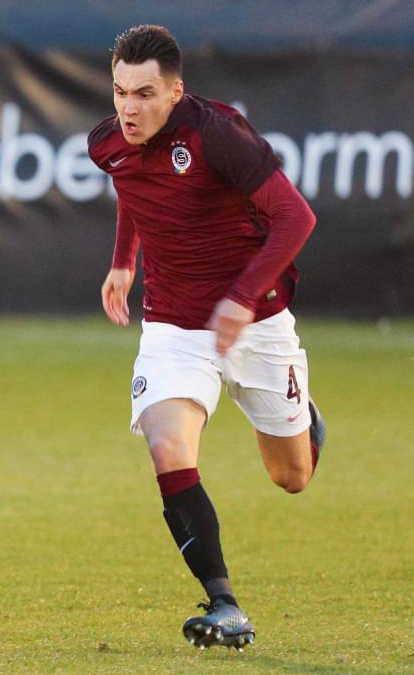
Vjačeslav Karavajev ve Spartě Praha.

### AC Sparta Praha
V létě 2016 měl Karavajev nabídky z Ruska, ale nakonec v srpnu 2016 podepsal čtyřletý kontrakt se Spartou Praha. Dostal dres s číslem 4. V ePojisteni.cz lize debutoval za Spartu 21. srpna 2016 v zápase proti FK Jablonec (výhra 3:0) a připsal si gólovou přihrávku. Za sezónu 2016/17 byl samotnými spoluhráči zvolen hráčem sezóny.

### SBV Vitesse
V lednu 2018 přestoupil ze Sparty do nizozemského klubu SBV Vitesse z Arnhemu. Podepsal kontrakt do léta 2021.

## Reprezentační kariéra

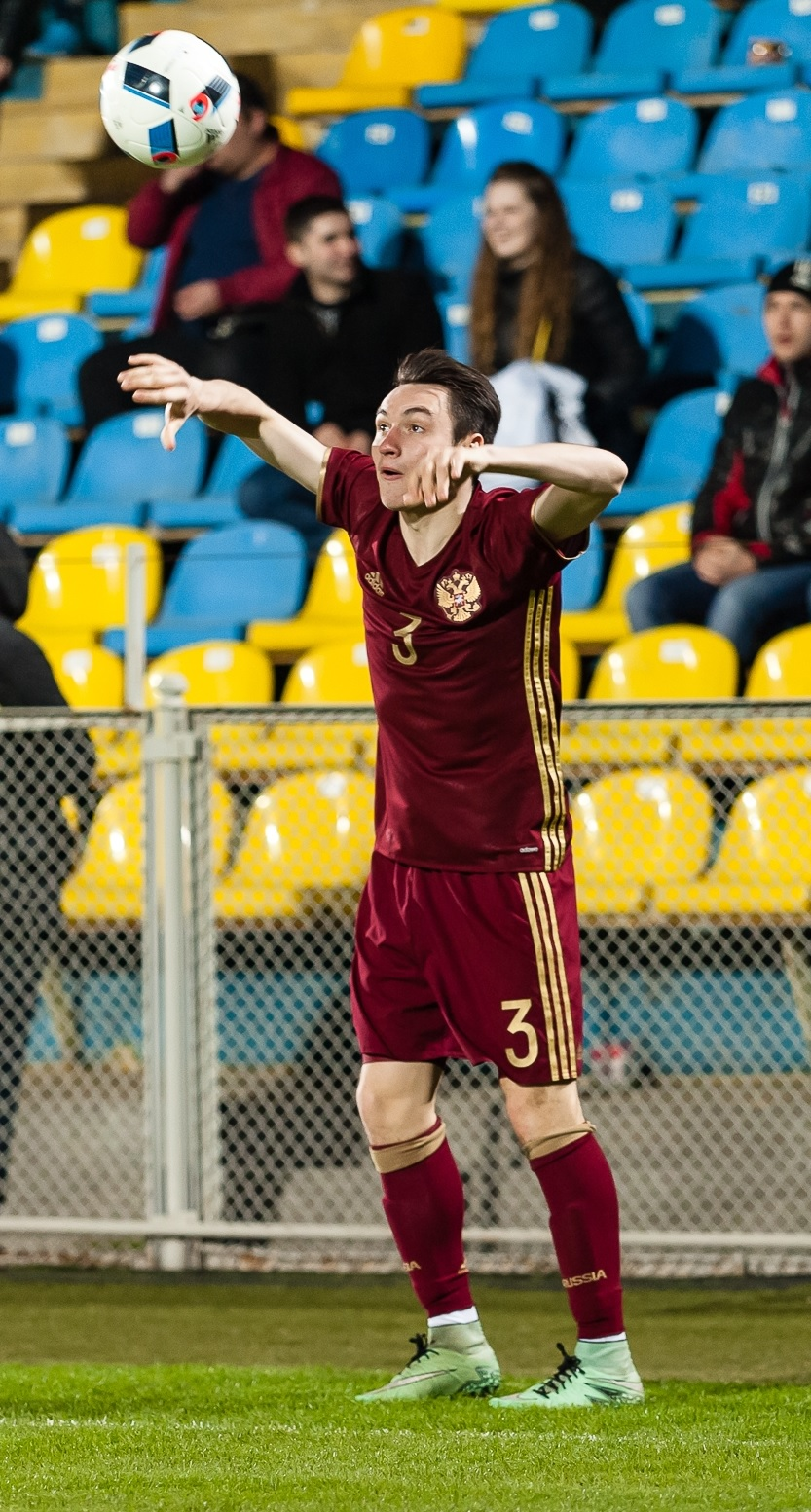
V dresu ruské reprezentace U21

Rusko reprezentoval od mládežnické kategorie U16. Debut v seniorské reprezentaci si připsal 13. října 2019, v kvalifikaci na kvalifikaci na Mistrovství Evropy 2020 proti Kypru odehrál 53 minut.